# Gyöktörzs

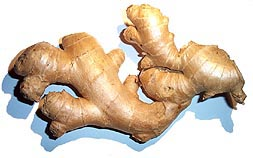
Gyömbér rizómája

A gyöktörzs (gyökértörzs, rizóma) egyes növények vastag, rendszerint el nem ágazó és belül tömör, függőlegesen vagy vízszintesen növő, föld alatti módosult szára. Kettős szerepe a tápanyag raktározása és az ivartalan szaporodás. A növény ezzel vészeli át az évnek a számára kedvezőtlen időszakát. A hideg vagy szárazság múltán föld fölötti hajtások sarjadnak belőle. Többnyire hajtáseredetű gyökerek, rendes vagy járulékos rügyek és pikkelyszerű allevelek, valamint a föld feletti hajtások alapi részei nőnek róla.
A függőleges gyöktörzs (például a lucernáé) lefelé gyökérben folytatódik. Ha a vízszintes gyöktörzs korlátlan növekedésű (mint például a gyöngyvirágé), akkor a tengely a csúcsrügyből fejlődik, a föld feletti hajtás pedig az oldalrügyekből sarjad. Ha a föld feletti hajtás a csúcsrügyből nő ki, a gyöktörzs pedig az oldalrügyekből, a vízszintes gyöktörzs korlátos növekedésű marad (mint például a nősziromé). A hosszú szártagú, vékony, a földben gazdagon elágazó hajtás a tarack (mint például a tarackbúzáé).

## Gyöktörzses növények
Bunkóliliom, fürtös salamonpecsét, gyöngyvirág, gólyahír, kalla (kála, tölcsérvirág), kánna, macskagyökér, nőszirom,  ránclevél, dásliliom, szerelemvirág, takarmánylucerna.